# Distrikt Phara
Der Distrikt Phara liegt in der Provinz Sandia in der Region Puno in Südost-Peru. Der Distrikt wurde am 2. Mai 1854 gegründet. Er hat eine Fläche von 432 km². Beim Zensus 2017 wurden 5853 Einwohner gezählt. Im Jahr 1993 lag die Einwohnerzahl bei 4717, im Jahr 2007 bei 4847. Verwaltungssitz des Distriktes ist die 3450 m hoch gelegene Ortschaft Phara mit 1498 Einwohnern (Stand 2017). Phara liegt in der Cordillera Carabaya, einem Gebirgszug der peruanischen Ostkordillere, knapp 30 km nordwestlich der Provinzhauptstadt Sandia. Phara liegt in einem Nachbartal von Limbani.

## Geographische Lage
Der Distrikt Phara liegt in der Cordillera Carabaya im Südwesten der Provinz Sandia. Der Distrikt reicht im Norden bis zum Río Inambari. Das Gebiet wird über dessen linken Nebenfluss Río Limbani oder direkt in den Río Inambari entwässert.
Der Distrikt Phara grenzt im Nordosten an den Distrikt Alto Inambari, im Südosten an den Distrikt Patambuco sowie im Westen an den Distrikt Limbani.